# Billy Preston
William Everett "Billy" Preston (sinh ngày 2 tháng 9 năm 1946 – mất ngày 6 tháng 6 năm 2006) là một nhạc sĩ người Mỹ từng chơi nhiều thể loại như R&B, rock, soul, funk và phúc âm. Preston trở nên nổi tiếng từ khi còn rất trẻ khi được làm khách mời cho những nghệ sĩ thành danh đương thời như Little Richard, Sam Cooke, Ray Charles và The Beatles, rồi sau đó ông tiếp tục có được một sự nghiệp solo thành công với bản hit mở đầu "Outa-Space", rồi sau đó là "Space Race", "Will It Go Round in Circles" và "Nothing from Nothing", cùng với đó là nhiều album thành công với sự tham gia của Eric Clapton, Red Hot Chili Peppers và nhiều nghệ sĩ khác nữa. Ông cũng là đồng sáng tác với Dennis Wilson của The Beach Boys ca khúc "You Are So Beautiful", sau này cũng từng đạt được vị trí số 5 qua bản thu của Joe Cocker.
Cùng với Tony Sheridan, Preston được biết tới nhiều với việc tham gia vào nhiều sản phẩm phòng thu của The Beatles: đĩa đơn quán quân "Get Back" của ban nhạc được ghi dưới tên "The Beatles và Billy Preston". Stephen Stills từng xin phép ông về việc sử dụng câu hát nổi tiếng "If you can't be with the one you love, love the one you're with" để đặt tên cho bản hit xuất sắc "Love the One You're With" của mình.